# Vonda Ward
Pour les articles homonymes, voir Ward.
Vonda Ward est une boxeuse professionnelle américaine née le 16 mars 1973 à Cleveland, Ohio.

## Carrière
Ancienne basketteuse, elle a remporté le titre de championne du monde poids lourds de boxe anglaise WIBA en 2002 et 2007 et WBC également en 2007. Elle met un terme à sa carrière l'année suivante sur un bilan de 23 victoires contre 1 seule défaite (subie aux dépens d'Ann Wolfe par KO à la 1re reprise le 8 mai 2004).